# Tugendorf
Tugendorf ist ein Gemeindeteil der Gemeinde Donnersdorf im unterfränkischen Landkreis Schweinfurt in Bayern.

## Geografische Lage
Die Einöde liegt in der Gemarkung Donnersdorf im Nordwesten des Donnersdorfer Gemeindegebiets. Weiter nördlich beginnt der Landkreis Haßberge mit der Gemeinde Theres, während sich im Nordosten der Donnersdorfer Gemeindeteil Fallesmühle befindet. Südöstlich liegt Donnersdorf. Im Süden, ebenfalls auf Donnersdorfer Gebiet, folgt der Gemeindeteil Kleinrheinfeld. Im Westen beginnt das Gebiet von Grettstadt bei Schweinfurt, die Gemarkung von Dürrfeld liegt Tugendorf am nächsten.

## Geschichte
Erstmals erwähnt wurde „Tuchendorf“ im Jahr 1094. Der Ortsname geht wahrscheinlich auf einen adeligen fränkischen Gründer zurück, der hier sein Dorf, das „Dorf des Tucho“ gründete. Mit der ersten Urkunde verschenkte Botho von Kärnten die Besitzungen seiner Frau Judith an das Kloster Theres. Im 14. Jahrhundert tauchte das Dorf mehrfach in den Quellen auf. Verschiedene Bauern hatten dort Lehensgüter von der Herrschaft inne.
Während des späteren Mittelalters erwarben die Zisterzienser des Klosters Ebrach die Dorfherrschaft. Tugendorf wurde spätestens 1456 Vogteidorf im Amt Schwappach. Nach der Auflösung des Klosters im Jahr 1803 erhielten wechselnde Privatpersonen das Dorf, das lediglich aus einigen Höfen bestand. Als das Königreich Bayern im Jahr 1861 das Dorf an die Herren von Heßberg vergab, zogen die meisten Bauern in die umliegenden Dörfer. Lediglich ein Gutshof blieb erhalten.
Im Jahr 1874 erwarben die Grafen von Schönborn durch Kauf und Tausch die Gehöfte. Im Jahr 1926 kaufte der Nürnberger Akademiker Sapper das Gut. Seine Familie saß dort bis ins Jahr 1975. Anschließend wurden die Gebäude von der Familie Beyer erworben.

## Kultur und Sehenswürdigkeiten

### Baudenkmäler
Den Mittelpunkt der heute noch vorhandenen Gebäude bildet die katholische Kapelle. Sie entstand im späten 18. Jahrhundert und erhielt ein kleines Glockentürmchen. Um 1720 wurde der Altar errichtet. Er ist zweisäulig und schließt mit nach außen gekehrten Schweifgiebeln ab. Statt eines Altarblattes steht dort die Figur einer Immaculata. Eine Holzbüste der Mutter Maria mit dem Kind von 1769 hat die Zeit überdauert.
Typisch für das ehemalige kleine Dorf in Franken sind die Bildstöcke, die in den Fluren von Tugendorf aufgestellt wurden. Der ältere der beiden mit einer Darstellung der Pietà stammt aus dem Jahr 1692. Aus dem 18. Jahrhundert stammt der Bildstock mit dem Relief der Kreuzigung Christi und der Heiligen Familie auf der Rückseite.

### Sage
Eine Urkunde des Klosters Ebrach erwähnt für das Jahr 1359 einen Rechtsstreit, bei dem ein gewisser Hermann Hirser von Tugendorf der Falschaussage überführt wurde. Die Ereignisse wurden vom Volksmund später als Sage ausgeschmückt. Danach hatte sich Hirser von seinem Vetter Geld geliehen, konnte es jedoch nicht zurückzahlen. Mit der Verurteilung verlor er sein ganzes Hab und Gut und starb schließlich durch den Fluch eines Zauberers und das Gewehr eines Jägers.